# Декейтер (Джорджія)
Декейтер (англ. Decatur) — місто (англ. city) в США, в окрузі Декальб штату Джорджія. Населення — 24 928 осіб (2020). Центр округу Декалб.
Місто розташоване на північному заході штату Джорджія, житлове передмістя Атланти. Коледж Агнес Скотт (Agnes Scott College) (1889), Колумбійська теологічна семінарія (Columbia Theological Seminary).
Статус міста з 1823 року.
Місто процвітало як центр торгівлі сільськогосподарською продукцією, і його влада заборонила прокладати залізницю «Вестерн-енд-Атлантик» (Western and Atlantic Railroad), яку проклали в обхід до селища Термінус, таким чином фактично заснувавши Атланту. Під час Громадянської війни тут велися бої за контроль над Атлантою. У передмісті — скеля Стоун-Маунтін.

## Географія
Декейтер розташований за координатами 33°46′17″ пн. ш. 84°17′52″ зх. д. / 33.77139° пн. ш. 84.29778° зх. д. (33.771455, -84.297857).  За даними Бюро перепису населення США в 2010 році місто мало площу 11,06 км², з яких 11,06 км² — суходіл та 0,00 км² — водойми.

## Демографія
Згідно з переписом 2010 року, у місті мешкало 19 335 осіб у 8599 домогосподарствах у складі 4536 родин. Густота населення становила 1748 осіб/км².  Було 9335 помешкань (844/км²).
Расовий склад населення:
| - 73,5 % — білих - 20,2 % — чорних або афроамериканців - 2,9 % — азіатів - 0,2 % — корінних американців |

До двох чи більше рас належало 2,4 %. Частка іспаномовних становила 3,2 % від усіх жителів.
За віковим діапазоном населення розподілялося таким чином: 22,6 % — особи молодші 18 років, 66,3 % — особи у віці 18—64 років, 11,1 % — особи у віці 65 років та старші. Медіана віку мешканця становила 38,0 року. На 100 осіб жіночої статі у місті припадало 77,3 чоловіків;  на 100 жінок у віці від 18 років та старших — 71,3 чоловіків також старших 18 років.
Середній дохід на одне домашнє господарство  становив 112 720 доларів США (медіана — 81 970), а середній дохід на одну сім'ю — 151 446 доларів (медіана — 126 894). Медіана доходів становила 89 123 долари для чоловіків та 71 025 доларів для жінок. За межею бідності перебувало 14,9 % осіб, у тому числі 20,7 % дітей у віці до 18 років та 14,1 % осіб у віці 65 років та старших.
Цивільне працевлаштоване населення становило 10 072 особи. Основні галузі зайнятості: освіта, охорона здоров'я та соціальна допомога — 33,5 %, науковці, спеціалісти, менеджери — 21,9 %, інформація — 6,6 %, фінанси, страхування та нерухомість — 5,4 %.

## Транспорт
З Атлантою місто пов'язує Блакитна лінія метрополітену.

## Відомі люди
- Ребека Латімер Фелтон — перша жінка-сенатор від Джорджії, народилася в Декейтері.